# HD 120934
HD 120934，又名BD+12 2635，SAO 100745、HR 5220，是一颗恒星，视星等为6.04，位于銀經349.54，銀緯69.32，其B1900.0坐标为赤經13h 47m 24.4s，赤緯+12° 69.32′ 34″。